# Pentaschistis triseta
Pentaschistis triseta là một loài thực vật có hoa trong họ Hòa thảo. Loài này được (Thunb.) Stapf mô tả khoa học đầu tiên năm 1899.